# 나무이끼과
나무이끼과(Climaciaceae)는 털깃털이끼목에 속하는 이끼과의 하나이다. 방울이끼목에 포함시켜 분류하기도 한다. 나무이끼(Climacium japonicum)와 곧은나무이끼(Climacium dendroides) 등을 포함하고 있다.

## 하위 속
- 나무이끼속 (Climacium)
- 깃털나무이끼속 (Pleuroziopsis) - 깃털나무이끼(P. ruthenica) 포함